# 캐나다 성공회

캐나다 성공회(Anglican Church of Canada)는 캐나다의 성공회이다.
17세기 이후 영국인의 캐나다 이민과 함께 캐나다 성공회의 기초가 잡혔다. 미국 독립 혁명 이후 미국에서 건너온 성공회 성직자들과 신도들을 통해 성공회의 세력은 더욱 강화되었고, 존 스트래천 주교 같은 유능한 성직자가 나와 지금의 토론토 대학을 세우는 데 공헌하였다. 상부 캐나다에서는 감리교 성향의 성직자 에거튼 리어슨이 활동하였고, 1837년의 봉기와 같은 정치적 파란 이후에 1850년 노바스코샤, 1854년에는 상부 캐나다에 교구가 세워졌다. 1867년 캐나다 연방의 결성은 성공회가 캐나다 전역에 정착함을 의미하였다.
1850년 캐나다 최초의 성공회 주교 회의가 개최되었고, 1861년 자치적인 지역 성공회 교회(성공회 용어로 관구)가 되었다. 1893년에는 로버트 매크레이 대주교가 캐나다 성공회에서 처음으로 관구를 지도하는 관구장이 되었다. 캐나다 성공회는 캐나다 복음주의 루터 교회(Evangelical Lutheran Church in Canada)와 공동으로 감사성찬례를 드리는 등 에큐메니컬을 위해 활동하는 교회도 된다.

## 교구

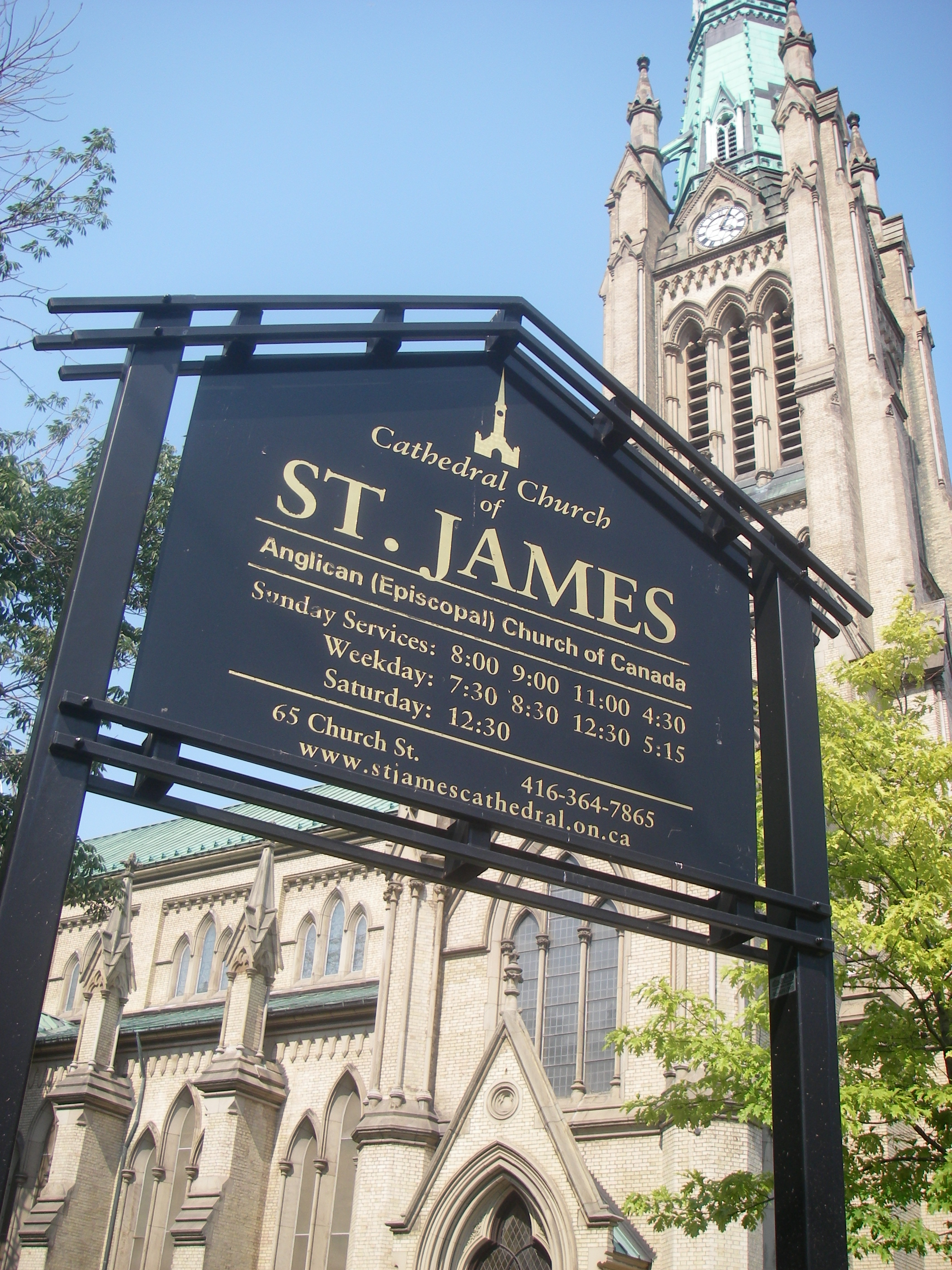
토론토 교구 성 야고보 성당
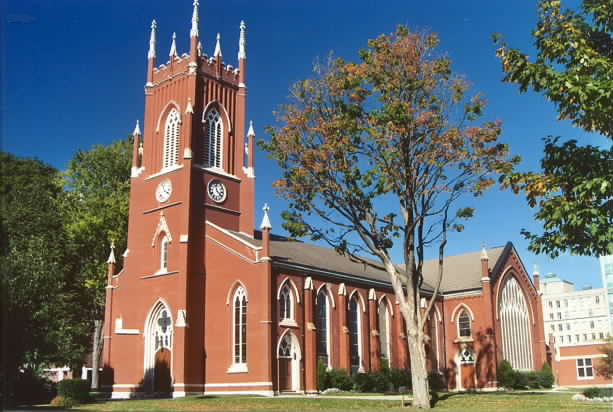
런던 교구 성 바우로 성당 (런던)
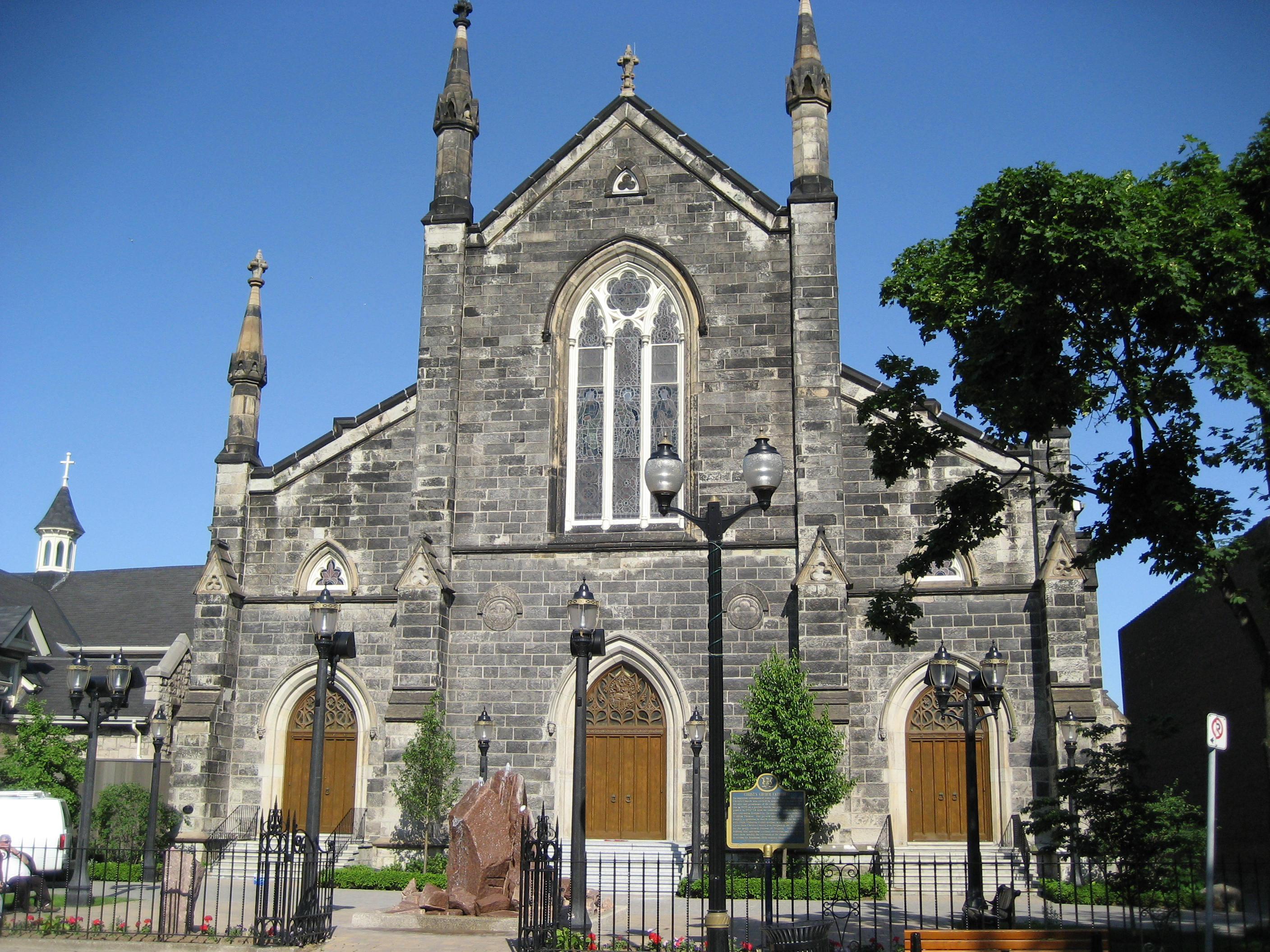
해밀턴 교구 그리스도 교회당 (해밀턴)
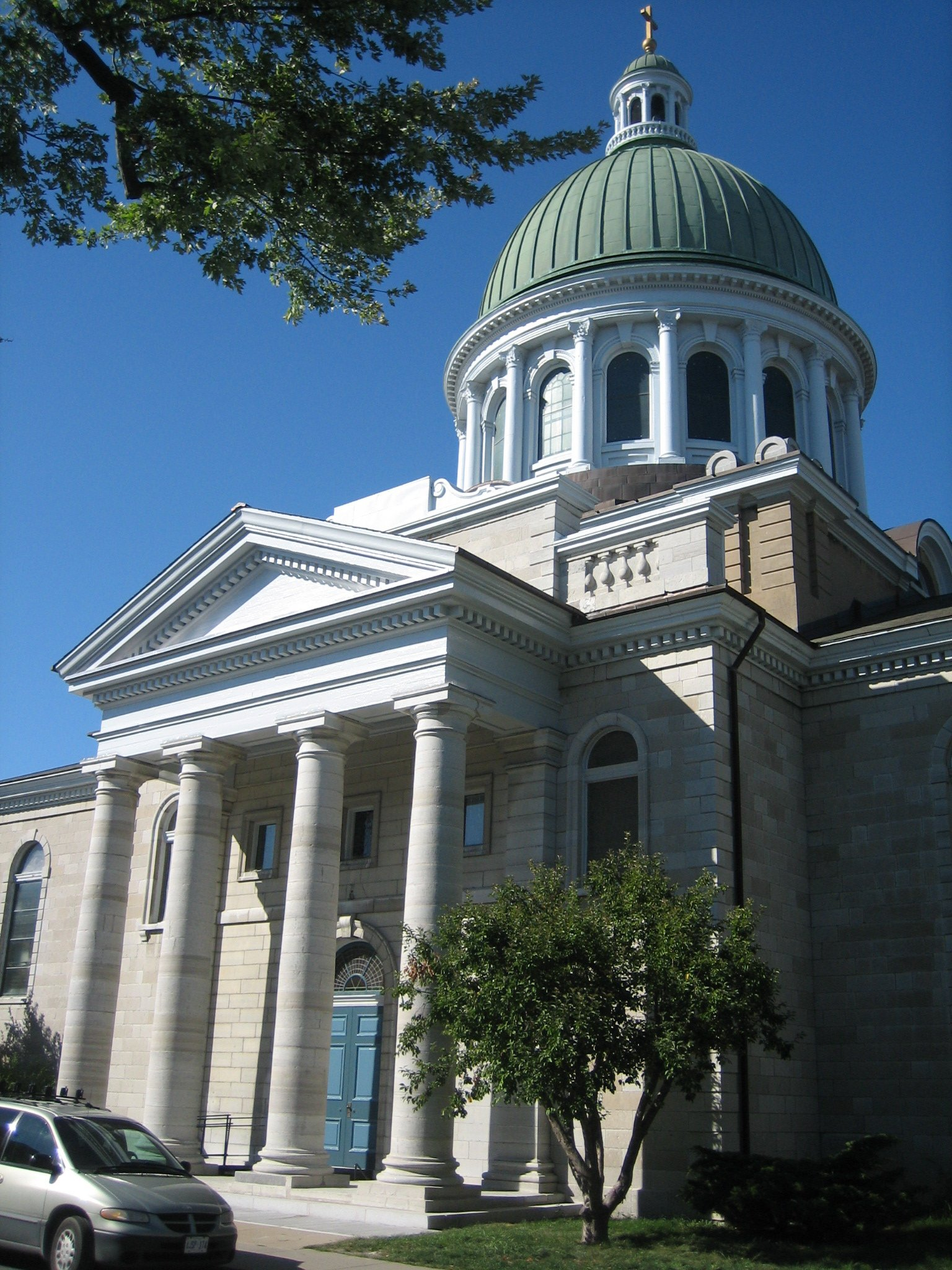
킹스턴 교구 세인트 조지 성당
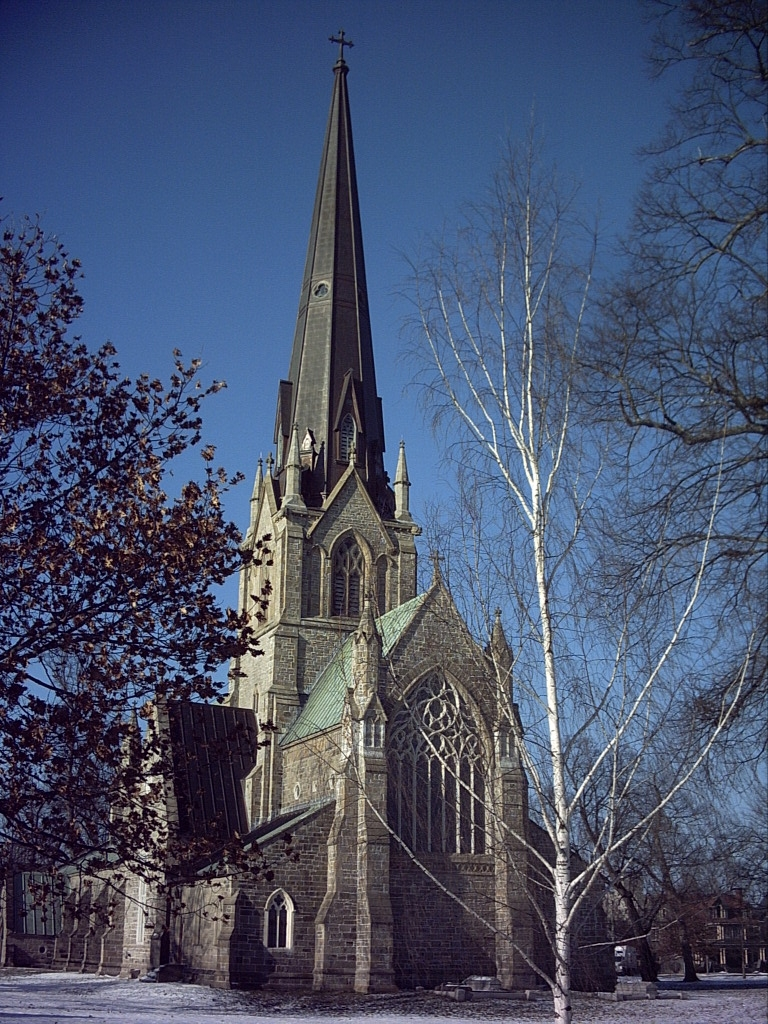
뉴브런스윅 교구 그리스도 교회당 (프레데릭턴)
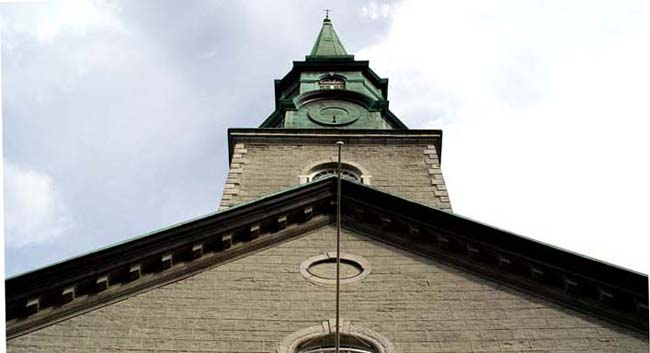
퀘벡 교구 성 삼위일체 성당
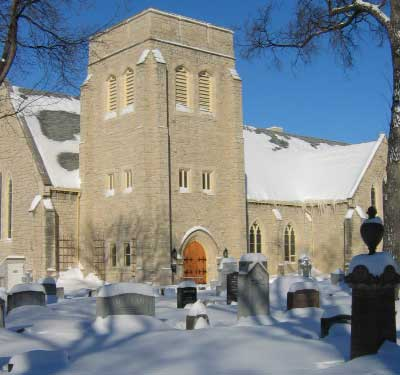
매니토바 교구 성 요한 성당
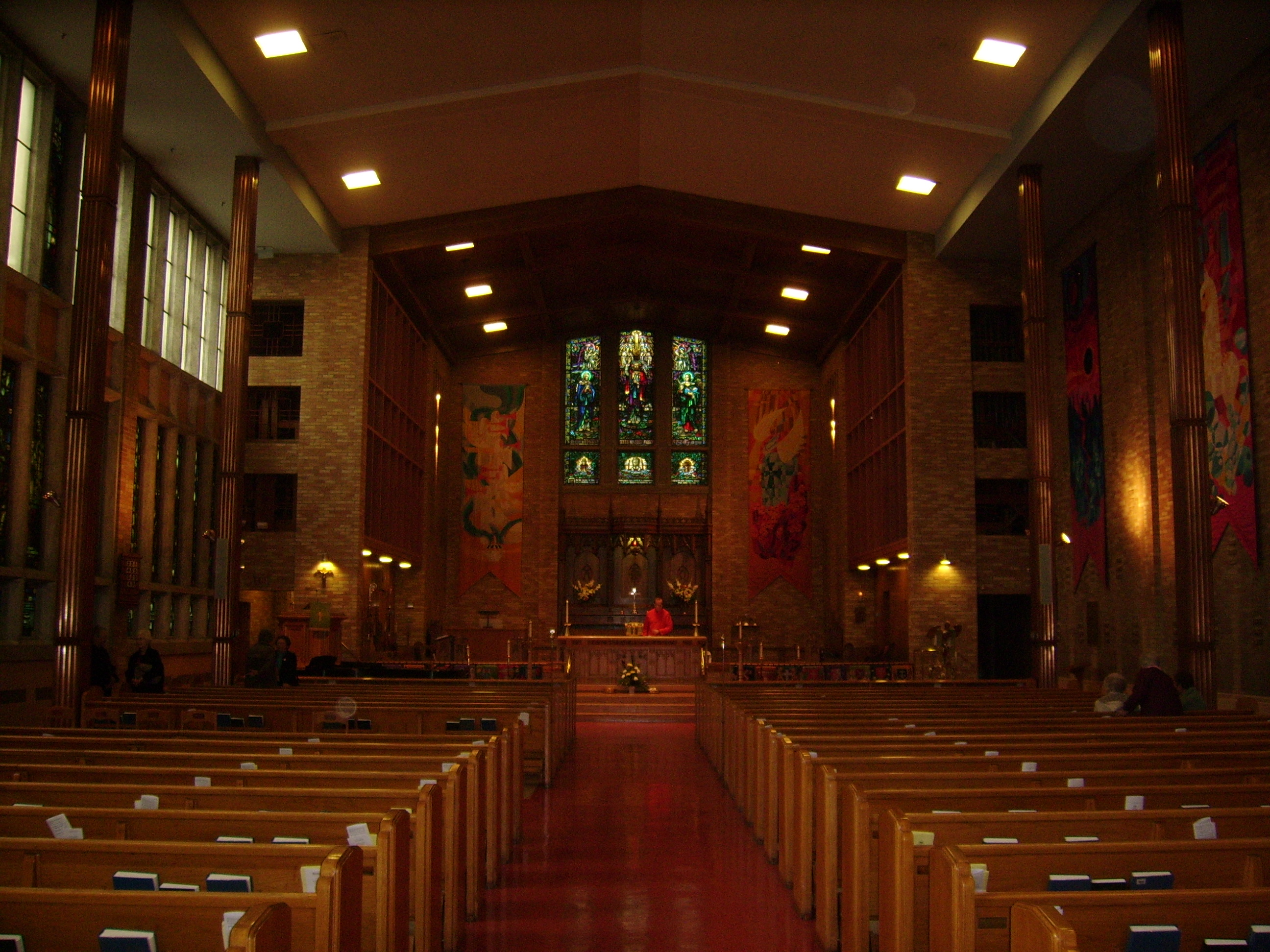
에드먼턴 교구 모든 성인의 성당 (에드먼턴)
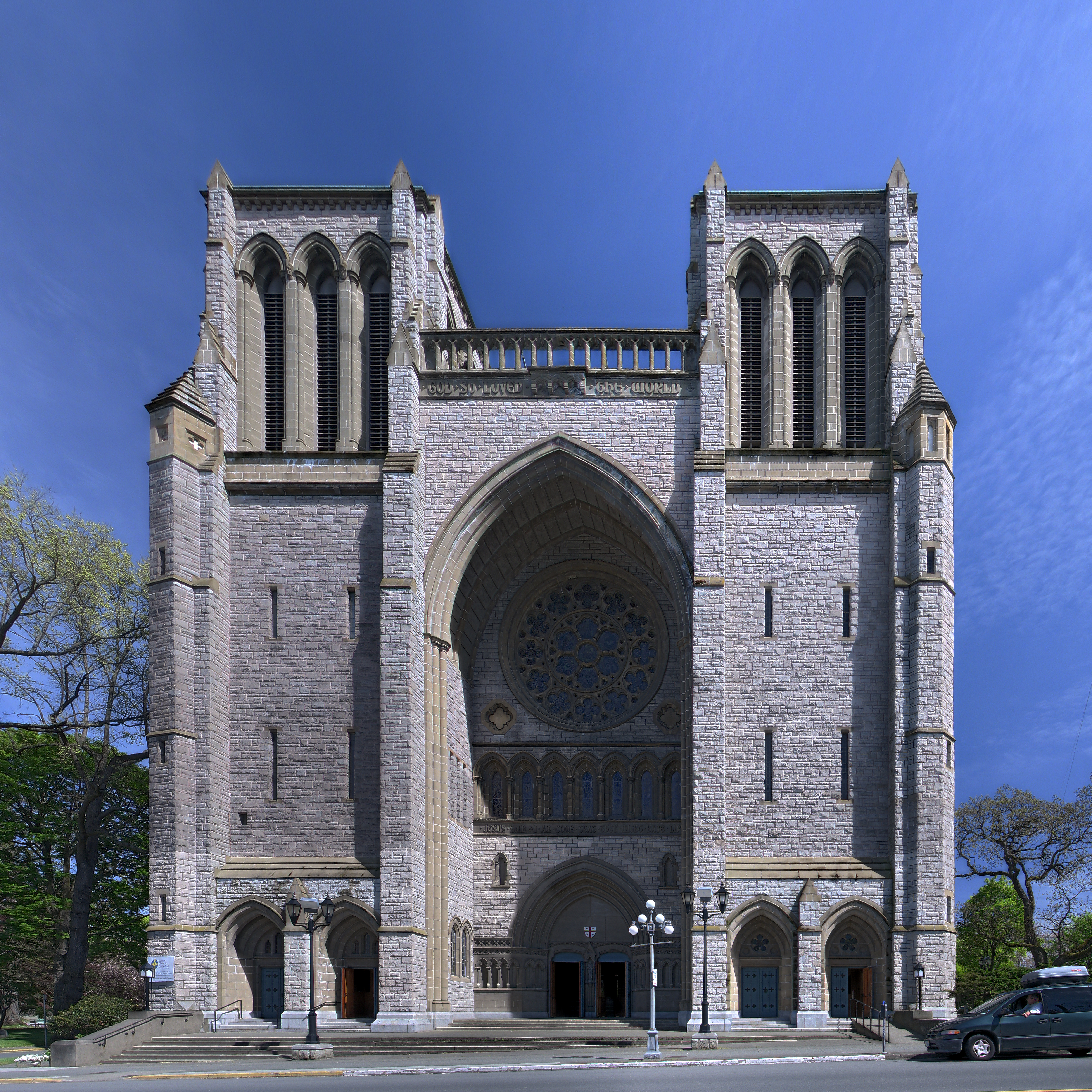
브리티시 컬럼비아 교구 그리스도 교회당 (빅토리아)